# 康才良
康 才良（カン・ジェリャン、朝鮮語: 강재량、1917年5月2日 - 1994年12月9日）は、大韓民国の実業家、政治家、教育者。初代・第2代済州道議会（現・済州特別自治道議会）議員、第2代済州道議会議長（1・2期）、第5代韓国国会議員（参議員）、第3代済州道体育会（現・済州特別自治道体育会）会長、第10代大韓卓球協会会長を歴任した。

## 経歴
済州島の現在の済州市地域出身。済州公立農業学校、大邱師範学校講習科（現・大邱教育大学校）、名古屋高等工業学校（現・名古屋工業大学）機械工学科卒。その後は東洋拓殖済州工場技手、済州酒精工業株式会社専務取締役、貨物船会社三洋企業株式会社社長、自由党所属の済州道議会議員、同議長（1956年9月3日〜1958年2月23日）、済州道汽船株式会社社長、第3代済州道体育会会長（1957年3月2日～1960年2月20日）、民主党所属の参議院議員、財団法人済州女子学院理事、新進工高校長、第10代大韓卓球協会会長（1975年1月～1976年1月）を務めた。
1994年12月9日、持病によりソウル市江南区の永東セブランス病院で死去。77歳没。